# Martí Crespí
Martí Crespí Pascual est un footballeur espagnol, né le 15 juin 1987 à Sa Pobla en Espagne. Il évolue au poste de défenseur central.

## Palmarès
- Xerez CD
  - Vainqueur de la Liga Adelante : 2009